# 島根県道48号三隅美都線
島根県道48号三隅美都線（しまねけんどう48ごう みすみみとせん）は、島根県浜田市から益田市を結ぶ県道（主要地方道）である。

## 概要

### 路線データ
- 起点：島根県浜田市三隅町三隅（小野交差点、国道9号交点）
- 終点：島根県益田市美都町宇津川（国道191号交点）

## 歴史
- 1993年（平成5年）5月11日 - 建設省から、県道三隅美都線が三隅美都線として主要地方道に指定される[1]。

## 路線状況

### 重複区間
- 島根県道34号浜田美都線（益田市美都町宇津川 地内）

## 地理

### 通過する自治体
- 浜田市
- 益田市

### 交差する道路
| 交差する道路                                  | 市町村名 | 交差する場所             | 交差する場所      |
| --------------------------------------------- | -------- | ------------------------ | ----------------- |
| 国道9号                                       | 浜田市   | 三隅町三隅               | 小野交差点 / 起点 |
| 島根県道304号三隅井野長浜線                   | 浜田市   | 三隅町三隅               |                   |
| 島根県道179号黒沢安城浜田線                   | 浜田市   | 三隅町下古和（しもこわ） |                   |
| 島根県道34号浜田美都線 重複区間起点           | 益田市   | 美都町宇津川             |                   |
| 国道191号 島根県道34号浜田美都線 重複区間終点 | 益田市   | 美都町宇津川             | 終点              |